# Hermesgrün
Hermesgrün ist ein Gemeindeteil der Gemeinde Geroldsgrün im Landkreis Hof (Oberfranken, Bayern). Hermesgrün liegt in der Gemarkung Langenbach.

## Geographie
Das Dorf liegt am Osthang des Veiteknocks (707 m ü. NHN). Östlich von Hermesgrün entspringt der rechte Quellbach des Langenbachs. Ein Anliegerweg führt 300 Meter nordöstlich zur Kreisstraße HO 30/KC 23, die östlich nach Langenbach bzw. westlich nach Heinersberg verläuft.

## Geschichte
Hermesgrün gehörte zur Realgemeinde Langenbach. Gegen Ende des 18. Jahrhunderts gab es in Hermesgrün vier Anwesen. Das Hochgericht sowie die Grundherrschaft über die vier Gütlein übte das bayreuthische Kasten- und Richteramt Lichtenberg aus.
Von 1797 bis 1808 unterstand der Ort dem Justiz- und Kammeramt Naila. Mit dem Gemeindeedikt wurde Hermesgrün dem 1808 gebildeten Steuerdistrikt Steinbach und der 1818 gebildeten Ruralgemeinde Langenbach zugewiesen. Am 1. Mai 1978 kam Hermesgrün im Zuge der Gebietsreform in Bayern durch die Eingemeindung von Langenbach zu Geroldsgrün.

### Ehemalige Baudenkmäler
- Haus Nr. 5: Zweigeschossiges Wohnstallhaus des späten 18. Jahrhundert, ursprünglich drei zu sieben Achsen, mit Walmdach; massives Erdgeschoss (seit 1926 in Sandsteinquadern), Obergeschoss in Fachwerk mit Ziegelausfachung, verfugt (vor 1902 Lehm-Stroh-Ausfachung), kräftig profiliertes, hölzernes Kranzgesims; Scheitelstein des Wohnungstürsturzes bezeichnet „GH 1791“. Der in seiner Einheitlichkeit vordem gut erhaltene Bau wurde in der rückwärtigen Hälfte  1958 bis unter das Dach abgebrochen und unter Zufügung eines Stallanbaus an der Langseite mit flachem Pultdach erneuert. Zugehörige Scheune mit Satteldach, verbretterter Ständerbau auf Blockwerksockel, 1792 errichtet.[7]
- Scheune zu Haus Nr. 6: Verbretterter Ständerbau mit Satteldach, spätes 18. Jahrhundert, mit neuerem Anbau (um 1926).[7]

### Einwohnerentwicklung
| Jahr      | 001799 | 001819 | 001861 | 001871 | 001885 | 001900 | 001925 | 001950 | 001961 | 001970 | 001987 |
| Einwohner | 31     | 43     | 70     | 75     | 48     | 65     | 63     | 52     | 37     | 41     | 37     |
| Häuser    | 7      |        |        |        | 10     | 10     | 11     | 11     | 11     |        | 13     |
| Quelle    | [ 9 ]  | [ 10 ] | [ 11 ] | [ 12 ] | [ 13 ] | [ 14 ] | [ 15 ] | [ 16 ] | [ 17 ] | [ 18 ] | [ 1 ]  |

## Religion
Der Ort ist evangelisch-lutherisch geprägt und bis heute nach St. Walburga (Bad Steben) gepfarrt.